# Johannes Brever

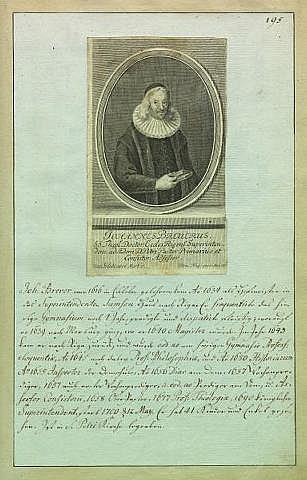
Johannes Brever

Johannes Brever (latinisiert auch Johannes Breverus; * 11. März 1616 in Eisleben; † 12. Mai 1700 in Riga) war ein deutscher lutherischer Theologe.

## Leben
Als Sohn von Johannes Brever († 2. September 1626), Sekretär am Mansfeldischen Konsortium, und Magdalena Happach geboren, besuchte er das Gymnasium seiner Heimatstadt. 1634 schickte seine Mutter ihn nach Lübeck zu ihrem Bruder Volrad Happach. Dieser veranlasste ihn noch im selben Jahr nach Riga zu einem weiteren Onkel, Johann Happach, zu segeln. Dieser vermittelte Brever an den dortigen Oberpastor und späteren Superintendenten Hermann Samson. Brever besuchte dort die Domschule. Mit einem Stipendium begann er 1639 zunächst ein Studium an der Universität Marburg, wo er 1640 die Magisterwürde erwarb, Anfang 1641 wechselte er dann an die Universität Helmstedt, begab sich aber wegen Kriegswirren zu weiteren Studien nach Braunschweig. Er unternahm eine Reise nach Leyden, Groningen und Amsterdam (als Lutheraner ins reformierte Gebiet!), um theologische Studien zu betreiben. Weitere Aufenthalte an der Universität Leipzig und der Universität Wittenberg führten ihn im Juni 1643 zurück nach Riga, wo er eine Professur für Poesie und Rhetorik am dortigen Gymnasium erhielt.
Unter seinem Einfluss entwickelte sich das Gymnasium und wurde stark frequentiert. Die russische Belagerung Rigas zerstörte einen großen Teil seines Lebenswerkes. Da durch die Belagerung Rigas die Theologen der Stadt dezimiert wurden, übernahm er als Diakon am Dom eine Predigerstelle, stieg schnell zum Wochenprediger und zum Pastor auf und wurde am 12. September 1658 Pastor an der St. Petrikirche, was das oberste kirchliche Amt in Riga war. Als Kanzelredner war er geschätzt und fand durch seine geistreichen Predigten Anerkennung, sodass man ihn am 28. April 1690 zum Superintendenten von Riga ernannte. Auch am Gymnasium, wo er inzwischen Theologie lehrte, setzte er sich mit den theologischen Zerwürfnissen seiner Zeit auseinander. Dabei vertrat er neben Georg Calixt einen strengen lutherisch-orthodoxen Standpunkt.
Ein Streit mit Johann Fischer über den kleinen Katechismus Martin Luthers ließ Brever einen eigenen Katechismus verfassen, der bis 1800 in Gebrauch war. Sein „Neues vollständiges Rigisches Gesangbuch“ von 1664 erfasste 400 Kirchenlieder. Dieses Buch wurde mehrfach aufgelegt und weiter vervollständigt, sodass 1761 die letzte Ausgabe 1377 Kirchenlieder enthielt. Seine sonstigen Arbeiten, wie lateinische Dissertationen, sind heute nicht mehr von Interesse.

## Familie
Breverus heiratete in 1. Ehe Hedwig Samson † 1657 und in 2. Ehe Sophie von Dunten. Sein Sohn Hermann von Brevern *1663 ist der Gründervater der baltischen Adelsfamilie von Brevern.